# زعبيل
زعبيل هو حي يقع في إمارة دبي في الإمارات العربية المتحدة ويبلغ عدد سكانها 5,283 نسمة. ووصل عدد السكان في العام 2023 إلى(12,777) نسمة موزعين بين (3632) نسمة في زعبيل1 بكثافة سكانية تعادل (881.5) فرد/ كيلومتر مربع، و(9145) في زعبيل 2 بكثافة سكانية (847.4) فرد/ كيلومتر مربع، بحسب مركز دبي للإحصاء. تقع زعبيل في الجزء الجنوبي من بر دبي ويحدها خور دبي من جهة الشرق، وتتميز بمساحتها الكبيرة إضافة إلى أنها تعتبر فاصلاً بين دبي القديمة ودبي الجديدة، ويقع بالقرب منها كل من مركز دبي المالي العالمي ومركز التجارة العالمي وقلب مدينة دبي، ويمر شارع الشيخ زايد (E11) من خلال الجزء الشمالي للمنطقة، ويحدها من الجانب الشرقي شارع دبي العين، وتتكون من مجمعين فرعيين. تعد منطقتي زعبيل 1 وزعبيل 2 من المجتمعات الأحدث نسبياً والأكثر ثراءً والتي تحتوي على فلل ومنازل مستقلة، تضم زعبيل مجموعة من المعالم السياحية البارزة في دبي، مثل قصر زعبيل، وحديقة زعبيل التي تعتبر من أكبر الحدائق في دبي، وبرواز دبي الذي يؤطر مناظر من دبي القديمة والحديثة. وزعبيل تعني المنطقة قليلة الماء ذات الرمل الأبيض فوق السبخة.

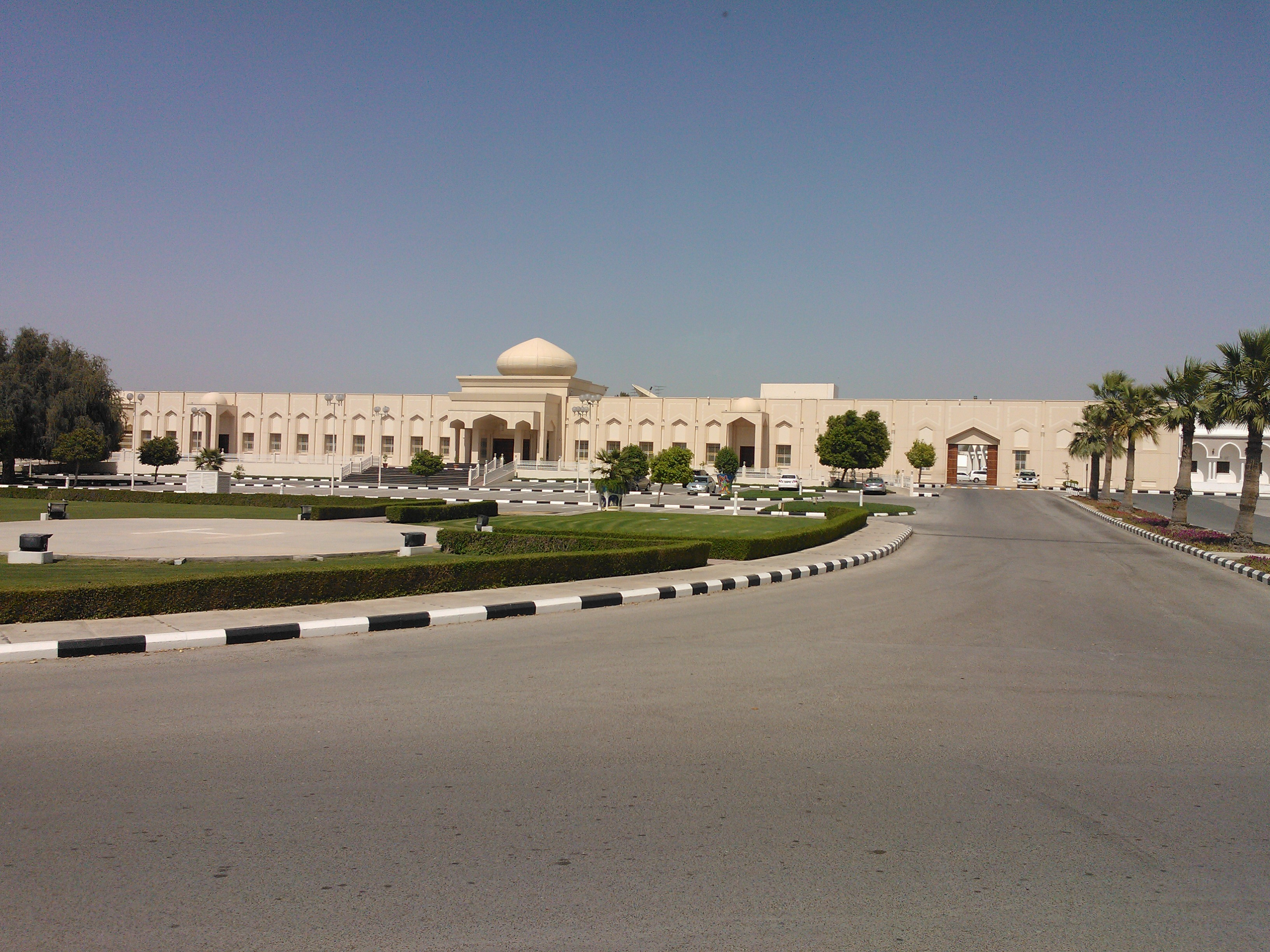
زعبيل 1